# 1941 en sport

Cet article présente les faits marquants de l'année 1941 en sport.

## Généralités
- Au Brésil, l'article 54 du Décret-loi 3199 pose le principe de l'interdiction faite aux femmes de pratiquer les sports « incompatibles avec les conditions de leur nature »[1].

## Basketball
- Création de la franchise américaine de basketball des Pistons de Detroit.

## Baseball
- Les Yankees de New York remportent la Série mondiale face aux Dodgers de Brooklyn par 4 victoires pour 1 défaite.
- Ted Williams dépasse ,400 à la moyenne au bâton. Il frappe ,406. Aucun joueur n'a frappé pour plus de ,400 depuis.
- Joe DiMaggio frappe un coup sûr en 56 parties d'affilée, la plus longue série de matchs avec au moins un coup sûr de l'histoire.

## Boxe
- Le champion Joe Louis conserve son titre de champion du monde des poids lourds à la boxe en battant :
  - le 31 janvier : Red Burman par K.O. au 5e round à New York.
  - le 17 février : Gus Dorazio par K.O. au 2e round à Philadelphie.
  - le 21 mars : Abe Simons par K.O. au 13e round à Détroit.
  - le 8 avril : Tony Musto par K.O. au 9e round à Saint Louis.
  - le 23 mai : Buddy Baer par disqualification au 7e round à Washington.
  - le 18 juin : Billy Conn par K.O. au 13e round à New York.
  - le 29 septembre : Lou Nova par arrêt de l'arbitre au 6e round à New York.

## Football
- 25 mai : les Girondins ASP remportent la Coupe de France face au SC Fives, 2-0.
- Rapid de Vienne champion d'Allemagne.
- Atlético de Madrid champion d'Espagne.
- Bologne champion d'Italie.
- France :

Red Star, Champion de France 1940-1941 Zone Occupée
O.M., Champion de France 1940-1941 Zone Libre
R.C Lens, Champion de France 1940-1941 Zone Interdite
Article détaillé : 1941 en football

## Football américain
- 21 décembre : Les Bears de Chicago champions de la National Football League. Article détaillé : Saison NFL 1941.

## Football canadien
- Coupe Grey : Blue Bombers de Winnipeg 18, Rough Riders d'Ottawa 16.

## Golf
- L'Américain Craig Wood remporte l’US Open.
- L'Américain Vuc Ghezzi remporte le tournoi de l’USPGA.
- L'Américain Craig Wood remporte le tournoi des Masters.

## Hockey sur glace
- Les Bruins de Boston remportent la Coupe Stanley.
- Le HC Davos est champion de Suisse.

## Tennis
- Championnat des USA :
  - L'Américain Bobby Riggs s'impose en simple hommes.
  - L'Américaine Sarah Palfrey Cooke s'impose en simple femmes.

## Naissances
- 2 janvier : Jean-Pierre Destrumelle - joueur, puis entraîneur de football français. († 20 avril 2002).
- 11 janvier : Gérson, footballeur brésilien, champion du monde en 1970.
- 17 janvier : René Binggeli, coureur cycliste professionnel suisse. († 27 septembre 2007).
- 22 février : Rolland Ehrhardt, footballeur français. († 3 janvier 2007).
- 12 mars : Josip Skoblar, footballeur yougoslave
- 14 avril : Pete Rose, joueur américain de baseball. († 30 septembre 2024).
- 21 avril : Bobby Moore, footballeur anglais, champion du monde en 1966. († 24 février 1993).
- 2 mai : Francesco Scoglio, joueur et entraîneur de football italien. († 3 octobre 2005).
- 5 mai : Alexandre Ragouline, hockeyeur russe, triple champion olympique (1964, 1968, 1972). († 17 novembre 2004).
- 15 mai : Edy Schütz, coureur cycliste luxembourgeois.
- 17 juin : Roger Quémener, athlète français.
- 12 juillet : John Ritchie, footballeur anglais. († 23 février 2007).
- 9 août : Paul Lindblad, joueur de baseball américain. († 1er janvier 2006).
- 18 août : Jean-Claude Andruet, pilote automobile (rallye) français.
- 10 septembre : Ozzie Clay, joueur américain de football U.S.. († 10 mars 2005).
- 15 septembre : Flórián Albert, footballeur hongrois.
- 19 septembre : Pierre Barthes, joueur de tennis français.
- 31 octobre : Derek Bell, pilote automobile britannique.
- 27 novembre : Aimé Jacquet, footballeur et entraîneur français.
- 23 décembre : Jean Gachassin, joueur de rugby à XV français.
- 25 décembre : Guido Reybrouck, coureur cycliste belge.

## Décès
- 2 juin : Lou Gehrig, 37 ans, joueur de baseball américain, qui fit toute sa carrière aux New York Yankees (de 1923 à 1939). (° 19 juin 1903).